# Saison 2012-2013 du Nîmes Olympique
Chronologie
Saison précédente Saison suivante
La saison 2012-2013 du Nîmes Olympique voit le club disputer la soixante-quatorzième édition du Championnat de France de football de Ligue 2, championnat auquel le club participe pour la vingt-huitième fois de son histoire, ceci après avoir terminé champion de National à l'issue de la saison 2011-2012. Cette saison marque ainsi le retour du club en deuxième division, un an après l'avoir quitté.

## Avant-saison

### Objectif du club
L'objectif du Nîmes Olympique de cette saison, est de finir au-dessus de la relégation, voire finir entre 15e place et la 10e place.

### Transferts
Le jeune milieu de terrain Mohamed Benyahia, issu du centre de formation, signe son premier contrat professionnel avec le Nîmes Olympique à l'âge de 20 ans tout comme le gardien de but Mathieu Michel également âgé de 20 ans. Le 19 juin, le club recrute Mathieu Robail, milieu de terrain ayant évolué au LOSC entre 2003 et 2007, il arrive du Sporting Club de Bastia sans indemnité. Trois jours plus tard, les dirigeants gardois annoncent l'arrivée du milieu de terrain Pierre Bouby en provenance du FC Metz qui l'a laissé libre après sa descente en national. Au début de juillet le NO réalise un gros coup sur le marché des transferts en enregistrant la venue de Stéphane Dalmat, l'ancien milieu de terrain de l'OM, du PSG et de l'Inter Milan entre autres, signe pour une durée de deux ans avec le club crocodile. Il arrive du Stade rennais sans indemnité. Mais après le match amical contre l'OM, il a expliqué à l'entraîneur Victor Zvunka qu'il était lassé de la vie de footballeur et qu'il était juste au niveau physique et que donc il préfère en rester là. Deux semaines après son arrivée il quitte donc le club gardois. Le club après le départ de Dalmat s'est mis à la recherche d'un nouveau milieu de terrain. Cela sera Vincent Gragnic, qui arrive de Sedan après une saison très compliquée. Il portera le numéro 29.
Au niveau des départs, le club voit le départ pour retour du prêt du latéral Maxime Poundjé qui retourne aux Girondins de Bordeaux. Les Nîmois enregistrent quatre fins de contrat, Kévin Martin qui part à Bayonne en CFA, Arnaud Farras qui lui arrive du côté de Luçon également en CFA, Gaëtan Salert s'en va vers le CA Bastia tout juste promu en national et Issouf Ouattara qui quitte le club pour s'engager avec le club bulgare de Chernomorets Bourgas. Bilan des transferts de ce mercato estival trois nouveaux joueurs, deux jeunes qui passent professionnels et six départs.
Lors du mercato hivernal, le Nîmes Olympique enregistre l'arrivée de Riad Nouri qui est prêté jusqu'à la fin de la saison par Le Havre avec une option d'achat. Arrivée également de Jean-Alain Fanchone en prêt sans option d'achat en provenance du club italien de l'Udinese. Au niveau des départs, Wilfried Niflore, très peu utilisé depuis son arrivée dans le Gard, part en prêt en national au Paris FC. On note aussi la rupture de contrat de Steve Haguy très peu utilisé durant la première partie de saison (9 apparitions) par Victor Zvunka. Il quitte donc le Nîmes Olympique après trois ans passé au club, il a porté le maillot rouge et blanc 77 reprises et inscrit 11 buts.
Durant la première partie de saison, le club enregistre la rupture de contrat de Miodrag Stošić, il a disputé seulement cinq matchs cette saison. Il portait le maillot crocodile depuis 2009. Il s'est engagé au Stade Lavallois qui évolue également en Ligue 2.

### Préparation d'avant-saison
Le Nîmes Olympique effectue son stage de préparation à Megève. En conclusion de ce stage en Haute-Savoie, les Crocodiles disputent le 7 juillet 2012 à Valence une rencontre amicale contre l'AS Valence qui se conclut par une victoire des Gardois par trois buts à deux. Quatre jours plus tard, Nîmes bat 3-1 l'ES Uzès Pont du Gard, pensionnaire de National, avec notamment le premier but de la nouvelle recrue Mathieu Robail. Après ce match amical, le groupe nîmois se déplace à Vauvert et décroche le 14 juillet un troisième succès d'affilée par deux buts à un contre le FC Martigues, relégué en CFA à l'issue de la saison 2011-2012.
Les deux dernières rencontres de préparation sont effectuées contre des équipes de première division. La première se dispute à Graulhet le 17 juillet face au Toulouse FC, où Nîmes s'impose de nouveau par un but à zéro. La seconde est jouée trois jours plus tard au Stade des Costières face à l'Olympique de Marseille, et voit les deux équipes se neutraliser 2-2.
Le bilan du Nîmes Olympique est donc de quatre victoires, d'un match nul et de zéro défaite. Au total, l'équipe nîmoise marque onze buts, dont cinq par le meilleur buteur de la saison précédente Seydou Koné ; les autres buts étant inscrits par Wilfried Niflore, Vincent Carlier, Mathieu Robail, Renaud Ripart et Nicolas Benezet.

## Compétitions

### Championnat
La saison 2012-2013 de Ligue 2 est la soixante-quatorzième édition du championnat de France de football de seconde division et la onzième sous l'appellation « Ligue 2 ». La division oppose vingt clubs en une série de trente-huit rencontres. Les trois meilleurs de ce championnat sont promus en Ligue 1 et les trois derniers sont relégués en National.
Les promus de la saison précédente, le SC Bastia, champion de Ligue 2 en 2011-2012, le Stade de Reims, qui retrouve l'élite du football français 33 ans après l'avoir quittée, et l'ES Troyes AC, sont remplacés par le SM Caen, le Dijon FCO et l'AJ Auxerre, qui quitte la première division 32 ans après avoir l'avoir intégrée. Les relégués de la saison précédente, le FC Metz, qui rejoint la troisième division pour la première fois de son histoire, l'US Boulogne CO et le Amiens SCF, sont remplacés par le Nîmes Olympique, champion de National en 2011-2012, le GFC Ajaccio et les Chamois niortais.

#### Classement Final
| Rang                           | Équipe            | Pts | J  | G  | N  | P  | Bp | Bc | Diff |
| ------------------------------ | ----------------- | --- | -- | -- | -- | -- | -- | -- | ---- |
| 1                              | AS Monaco FC      | 76  | 38 | 21 | 13 | 4  | 64 | 33 | +31  |
| 2                              | EA Guingamp       | 70  | 38 | 20 | 10 | 8  | 63 | 38 | +25  |
| 3                              | FC Nantes         | 69  | 38 | 19 | 12 | 7  | 54 | 29 | +25  |
| 4                              | SM Caen R         | 63  | 38 | 17 | 12 | 9  | 48 | 28 | +20  |
| 5                              | Angers SCO        | 61  | 38 | 17 | 10 | 11 | 52 | 39 | +13  |
| 6                              | Le Havre AC       | 59  | 38 | 16 | 11 | 11 | 52 | 47 | +5   |
| 7                              | Dijon FCO R       | 59  | 38 | 15 | 14 | 9  | 52 | 49 | +3   |
| 8                              | Nîmes Olympique P | 58  | 38 | 17 | 7  | 14 | 52 | 42 | +10  |
| 9                              | AJ Auxerre R      | 49  | 38 | 13 | 10 | 15 | 51 | 53 | -2   |
| 10                             | Tours FC          | 49  | 38 | 12 | 13 | 13 | 40 | 49 | -9   |
| Promotion en Ligue 1 2013-2014 |                   |     |    |    |    |    |    |    |      |

#### Journées 1 à 5: Un départ compliqué
Pour leur retour en Ligue 2, les nîmois se retrouvent lors de la première journée face à l'AJ Auxerre, club relégué de première division la saison dernière. La dernière confrontation entre ces deux équipes en championnat remonte à la saison 1992-1993 en Ligue 1, le 22 mai 1993 où le Nîmes Olympique s'était incliné à Auxerre 5 buts à 2. Drôle de premier match pour les crocos car il se déroule à huis clos à la suite des incidents survenues lors de la 38e journée de Ligue 1 l'an passé. La saison commence plutôt mal pour les Crocodiles qui dès la treizième minute de jeu encaisse un premier but par Steeven Langil, formé au sein du club gardois, qui marque au passage le premier but de la saison de Ligue 2. À la suite de cette ouverture du score, les Gardois tentent mais ne parviennent pas à revenir au score avant la mi-temps. Au retour des vestiaires, les joueurs du Nîmes Olympique concèdent un second but par l'intermédiaire d'Anthony Le Tallec, sur un magnifique centre en retrait de Sébastien Haller, d'une reprise dans les buts d'Haidar Al-Shaïbani titulaire car Cyrille Merville n'est pas complètement remis de sa blessure d'avant-saison. Les crocodiles ratent leur retour en Ligue 2 avec cette défaite deux buts à zéro.
Lors de la seconde journée, les nîmois reçoivent le FC Nantes, un match décalé le samedi à 17h00 pour cause de retransmission télévisé sur Eurosport. Le match se déroule sous une chaleur étouffante (37°). Le début de partie est à l'avantage des visiteurs qui obtiennent la première occasion du match par l’intermédiaire de Birama Touré mais sa frappe trop écrasé échoue dans les gants du portier nîmois. Les nantais continues d'accentuer leur domination avec une nouvelle reprise trop molle de Filip Djordjevic aux six mètres. Aux alentours de la 20e minute de jeu les locaux commencent à se réveiller en se procurant deux premières occasions trop écrasées: Koné à la 21e et Benezet à la 29e. La première très grosse occasion du match est nîmoise un coup franc de Pierre Bouby des 20 mètres qui prenait la direction de la lucarne. Tout cela sans-compter sur le très bon Rémy Riou qui repousse le ballon en corner. Dès la reprise, les hommes de Michel Der Zakarian se montrent dangereux grâce à Olivier Veigneau qui manque le but pour quelques centimètres. La réponse gardoise ne se fait pas attendre, à la 59e puis à la 62e Abdel Malik Hsissane bute sur le gardien nantais. Ce même gardien de but va empêcher les crocodiles d'ouvrir le score à deux reprises: Koné (64e et Amewou (65e). En toute fin de match les nîmois ouvrent le score par Nicolas Benezet malheureusement pour les sudistes il était en position de hors-jeu. Les deux équipes se séparent sur un score nul et vierge. Les Nîmois peuvent avoir des regrets au vu du nombre d'occasions qu'ils ont obtenues.
Pour le compte de la troisième journée, le club gardois se déplace dans le Puy-de-Dôme pour y défier le Clermont Foot Auvergne 63. Seydou Koné ouvre le score après seulement 18 minutes de jeu sur un centre aux six mètres de Mathieu Robail et marque par la même occasion son premier but de sa carrière en Ligue 2. Cet avantage sera de courte durée puisqu'à la 34e minute sur un centre de Jean-François Rivière, les auvergnats égalisent par l'intermédiaire de Mana Dembélé d'une tête lobé qui trompe la vigilance de Cyrille Merville. En seconde période, les nîmois craquent à la 63e à la suite d'un nouveau but de Dembélé sur un corner de Nicolas Bayod, un ancien crocodile. Dans le temps additionnel sur un corner de Vincent Gragnic, Seydou Koné rate de très peu l'égalisation, sa tête passe au-dessus des buts de Fabien Farnolle. Les clermontois préservent finalement leur avance et font concéder à Nîmes une seconde défaite et les plongent encore plus dans la zone rouge.
Les crocodiles nîmois enchainent avec un second déplacement consécutif dans les Ardennes à Sedan actuel dix-huitième. La partie commence plutôt bien pour les languedociens puisqu'à la 8e minute Nicolas Benezet ouvre le score. Mais la satisfaction sera de courte durée puisqu'à la 24e minute les Sedanais refont surface et égalisent grâce à Abdoulaye Diaby. À la 44e minute les ardennais obtiennent un coup franc qui est repoussé par Cyrille Merville directement sur Virgile Reset qui frappe le ballon de la tête sur Miodrag Stošić ce qui fait rentrer le ballon dans le but crocodile. Joli retournement de situation des ardennais qui auraient pu mettre le doute dans les têtes nîmoises. Mais s'était sans compter sur Romain Thibault qui d'une jolie reprise dans un angle fermé égalisait à la 45e + 1. Au retour des vestiaires les crocos se montrent dangereux avec plusieurs belles actions mais sans but à la clef. C'est à la 62e que l'ex-Sedanais Vincent Gragnic donne l'avantage aux gardois pour la troisième fois de la partie grâce à une tête aux six mètres sur un service de Jonathan Parpeix. Un avantage que les nîmois vont conserver jusqu'à la fin malgré une frappe de Diaby stoppé par Merville. Première victoire des crocodiles cette saison mais aussi première victoire dans les Ardennes depuis le 18 septembre 1960 et une victoire trois buts à un.
Le bilan de ses cinq premières rencontres est négatif pour les joueurs du Nîmes Olympique. Trois défaites et un nul pour une seule victoire placent les crocodiles en 17e position à égalité de points avec le premier relégable. Il possède la 17e attaque avec quatre buts inscrits et la 17e défense avec huit buts encaissés.

#### Journées 6 à 10
À l'occasion de la 6e journée de championnat les joueurs du Nîmes Olympique se déplacent en Mayenne pour y affronter le Stade Lavallois actuel 14e avec cinq points. L'entraîneur du Nîmes Olympique, Victor Zvunka doit faire avec 9 joueurs blessés: Michel, Sidibé, Stošić, Baldé, Boche, Hsissanne, Benezet, Corrèze et Niflore. Durant le premier acte personne ne fait la différence et on assiste à une rencontre plutôt ennuyeuse. En seconde mi-temps les locaux tenteront d'offrir une victoire à son public mais en vain. Le Nîmes Olympique sur une de ces rares occasions va ouvrir puis conserver le score. Seydou Koné décale pour Ogunbiyi qui glisse le ballon jusqu'à Vincent Gragnic qui ajuste Arnaud Balijon le portier lavallois. Le club nîmois engrange trois points en Mayenne, une première depuis la saison 1976-1977 et une victoire un but à zéro. De bon augure pour le club nîmois avant d'affronter le club corse du GFCO après une trêve de deux semaines dû aux matchs internationaux mais aussi à la féria des vendanges.
Après ces deux semaines de posent les crocos reprennent du service avec la réception du Gazélec Ajaccio. Les corses actuels lanterne rouge du championnat avec trois points et aucune victoire débarquent au Stade des Costières avec beaucoup d'ancien joueur crocodiles comme Yohan Bocognano, Mickaël Colloredo et Jean-Jacques Mandrichi mais aussi l'entraîneur corse Jean-Michel Cavalli. Dès le début du match les joueurs du GFCO ouvrent le score grâce à Idriss Saadi après seulement six minutes de jeu. Après cette ouverture du score les joueurs de l'île de beauté vont opérer en contre laissant le ballon aux nîmois. Mais les rouges de Nîmes sont incapables de produire des actions dangereuses. La seule grosse occasion du match pour les gardois vient d'une belle tête croisée de Renaud Ripart bien stoppée par Maury le gardien corse. Les joueurs du NO n'ont toujours pas remporté de match devant leur public.
Pour le 8e match de championnat de la saison les crocodiles du Nîmes Olympique se déplacent chez le voisin istréen pour y affronter le FC Istres. Les istréens réalisent un très bon début de championnat avec une 4e place au classement. Pour ce match Victor Zvunka enregistre le retour de Nicolas Benezet mais devra composer son équipe sans Seydou Koné et sans le capitaine Benoît Poulain, ce dernier blessé aux adducteurs. La première mi-temps fut entièrement dominée par les joueurs d'Istres qui vont se procurer de nombreux corners mais sans concrétiser cette domination. À la mi-temps le score est nul et vierge. Dans le deuxième acte les istréens continue de pousser et ouvrent logiquement le score à la 69e mais un but refuser pour une position de hors-jeu. Moins de dix minutes plus tard les istréens ouvrent une nouvelles fois le score par l’intermédiaire de Guy-Roland Niangbo Nassa (77e). Les nîmois vont se procurer leur seule véritable occasion du match sur un coup franc de Pierre Bouby bien claqué en corner par le portier Denis Petrić. En toute fin de match les violets vont doubler le score sur perte de balle de Vincent Gragnic qui a profité à Driss Fettouhi (90e+3). Les nîmois enchainent une seconde défaite consécutive et stagnent à la 16e place alors que les joueurs du FC Istres s'installent sur le podium.
Après deux défaites consécutives les crocos doivent se relancer rapidement. Le match suivant verra le NO affronter l'En Avant de Guingamp devant le public du Stade des Costières. Les bretons sont actuellement 8e au classement avec douze points. Durant la première période les débats sont équilibrés et aucune équipe ne parvient à prendre l'avantage sur l'autre. Il faut attendre la 42e minute de jeu pour voir Vincent Gragnic ouvrir le score sur une frappe de l'intérieur de la surface, légèrement détourner par Samassa le portier guingampais, qui finit dans le petit filet. Au retour des vestiaires les nîmois galvanisés par l'ouverture du score en toute fin de première période doublent le score par l'intermédiaire de Mathieu Robail d'une frappe plat du pied. Grâce à ses deux buts d'avances les joueurs du Nîmes Olympique peuvent laisser venir leur adversaire, mais en laissant trop d'espace à Guingamp les nîmois encaissent un but de Mustapha Yatabaré de la tête. Malgré cette réduction du score les crocodiles s'imposent deux buts à un. Avec cette victoire les gardois décrochent leur premier succès à domicile de la saison et remontent à la 14e place au classement avec dix points.
Pour le compte de la 10e journée de championnat les rouges se déplacent à Tours avec l'objectif de confirmer la victoire acquise sur Guingamp. Le club du Cher, qui se place deux rangs derrière le club languedocien avec un point de moins, reste sur une belle victoire sur le Stade Malherbe Caen. Lors du premier acte les attaquants tourangeaux vont se montrer très dangereux tout d’abord par l’intermédiaire de Jean-Bryan Boukaka puis de Jérémy Blayac. À la 20e minute le même Blayac, sur passe lobée, part seul au but. Moussa Sidibé, qui se trouve en position de dernier défenseur accroche l’attaquant du TFC et se voit expulser par Stéphane Jochem l'arbitre de la rencontre. Malgré ce carton rouge les nîmois atteignent la mi-temps avec le score nul et vierge de 0-0. En seconde période Tours pousse énormément en acculant les crocodiles dans leur camp. Mais les rouges et blanc arrivent à se procurer quelque occasion dont une tête de Benoît Poulain qui passe légèrement au-dessus sur corner. Où à la 75e avec une frappe lointaine de Parpeix détourné en corner par Benjamin Leroy le gardien de but de la formation tourangelle. En toute fin de rencontre l'attaquant Bryan Bergougnoux, entré à l'heure de jeu, se montre dangereux à deux reprises. La première à la 80e est détourné au dernier moment par le bon retour de Pierre Bouby. La seconde dans les arrêts de jeu, elle par contre ne sera pas contré, il envoie une très grosse frappe sous la barre transversale qui donne les trois points au Tours FC.
Après 10 matches le Nîmes Olympique se trouve à la 19e place du classement avec dix points à égalité de points avec Clermont, Laval et le Gazélec Ajaccio. Nîmes possède la 19e attaque de Ligue 2 avec seulement sept buts inscrits et la 12e défense avec 13 buts concédés. Si l'on observe le classement de la sixième à la dixième journée on remarque que les crocos sont 12e avec trois buts marqués et cinq encaissés.

### Coupe de France
La coupe de France 2012-2013 est la 96e édition de la coupe de France, une compétition à élimination directe mettant aux prises les clubs de football amateurs et professionnels à travers la France métropolitaine et les DOM-TOM. Elle est organisée par la FFF et ses ligues régionales. Elle est organisée par la FFF et ses ligues régionales. Cette saison, le nombre d'équipes engagées dans la compétition a atteint un nouveau record avec 7 656 participants.
Lors du septième tour de la coupe de France, le Nîmes Olympique accueille le Luzenac AP, pensionnaire de National. Les gardois encaissent le premier but de la rencontre à la suite de l'ouverture du score d'Amadou Soukouna, prêté par le Toulouse FC. Nîmes réagit à vingt minutes du terme de la rencontre par l'intermédiaire de Vincent Gragnic, qui égalise à la suite d'un coup franc. Par la suite, les deux équipes se neutralisent jusqu'à disputer la séance de tirs au but, qui voit les Crocodiles s'imposer 4 à 2.
Au tour suivant, Nîmes se rend chez les amateurs du Tarbes Pyrénées Football, club évoluant en CFA. Les locaux sont rapidement menés et dépassés puisque Seydou Koné (auteur de deux réalisations) et Pierre Bouby permettent aux Crocodiles de mener trois buts à zéro après une demi-heure de jeu. Les joueurs de Victor Zvunka confortent leur avance dans les vingt dernières minutes de la partie avec deux nouveaux buts de Mathieu Robail et Seydou Koné, aggravant la marque à cinq buts à zéro.
Pour le compte des trente-deuxièmes de finale, le Nîmes Olympique hérite d'un club de division supérieure, le LOSC Lille. Au Grand Stade Lille Métropole, et sept minutes après le début de la rencontre, le Lillois Dimitri Payet inscrit le premier but de la rencontre. Juste avant la mi-temps, Florent Balmont marque un second but en faveur du LOSC d'une reprise de volée à l'entrée de la surface nîmoise. Supérieurs techniquement, les joueurs du club nordiste confortent leur domination quelques minutes après le début de la seconde période par l'intermédiaire de Nolan Roux à la suite d'une confusion au sein de la défense nîmoise. Cependant, Vincent Gragnic puis Seydou Koné réduisent l'écart au score et permettent à Nîmes de revenir à trois buts à deux à ving minutes du terme de la rencontre. Malgré cela, le score reste intact et les Nîmois se voient éliminés de la compétition. Les Lillois s'imposent également au tour suivant face au Stade plabennécois (3-1), mais se voient éliminés en quart de finale par l'AS Saint-Étienne (3-1).

### Coupe de la ligue
La Coupe de la Ligue 2012-2013 est la 19e édition de la Coupe de la Ligue, compétition à élimination directe organisée par la Ligue de football professionnel (LFP) depuis 1994, qui rassemble uniquement les clubs professionnels de Ligue 1, Ligue 2 et National.
Le Nîmes Olympique entame la compétition dès le premier tour, du fait que le club gardois évolue en deuxième division. Nîmes, qui reçoit l'AS Monaco FC, ouvre le score à la fin de la première période par Romain Thibault qui inscrit le premier but en match officiel de la saison. Cependant, les Nîmois se font surprendre en toute fin de match par l'international espoirs néerlandais Nacer Barazite qui permet au club monégasque d'égaliser et de disputer les prolongations. Après trente minutes supplémentaires où les Crocodiles se sont vus refuser un but pour hors-jeu, Monaco s'impose finalement aux tirs au but 5 à 6 à la suite de l'échec de Nicolas Benezet lors du sixième tir.

### Matchs officiels de la saison
Le tableau ci-dessous retrace dans l'ordre chronologique les 42 rencontres officielles jouées par le Nîmes Olympique durant la saison. Le club gardois a participé à 38 journées du championnat ainsi qu'à trois tours de Coupe de France et une rencontre en Coupe de la Ligue. Les buteurs sont accompagnés d'une indication entre parenthèses sur la minute de jeu où est marqué le but et, pour certaines réalisations, sur sa nature (penalty ou contre son camp).
Le bilan général de la saison est pour l'instant de 18 victoires, 8 matchs nuls et 12 défaites.

## Joueurs et encadrement technique

### Effectif professionnel
Le capitaine de l'équipe est le défenseur central français Benoît Poulain. Origine de la région, il est formé au club et arrive en 2003. Apparaissant progressivement au sein de l'équipe première en 2006, il devient un titulaire régulier de l'équipe nîmoise durant les saisons suivantes, ayant effectué plus d'une centaine de matchs après la saison 2010-2011.
Le portier du Nîmes Olympique est Cyrille Merville, au club depuis la saison précédente. Laissé libre par l'Athlétic Club Arles-Avignon, il rejoint le club en octobre 2011 et devient un élément-clé du Nîmes Olympique, mettant Haidar Al-Shaïbani sur le banc. Gardien de but expérimenté et terminant promu du championnat de France de deuxième division avec l'AC Arles-Avignon en 2010, il a notamment disputé plus de 200 rencontres en seconde division, et un peu moins d'une vingtaine de matchs en première division.

### Statistiques individuelles
| Passeur                 | Total |
| ----------------------- | ----- |
| Nicolas Benezet         | 8     |
| Mouritala Ola Ogounbiyi | 8     |
| Seydou Koné             | 3     |
| Vincent Gragnic         | 3     |
| Riad Nouri              | 2     |
| Mathieu Robail          | 2     |
| Pierre Bouby            | 2     |
| Romain Thibault         | 1     |
| Jonathan Parpeix        | 1     |
| Moussa Sidibé           | 1     |
| Benoît Poulain          | 1     |

| Buteur                  | Total |
| ----------------------- | ----- |
| Vincent Gragnic         | 17    |
| Nicolas Benezet         | 9     |
| Seydou Koné             | 6     |
| Riad Nouri              | 6     |
| Mouritala Ola Ogounbiyi | 4     |
| Romain Thibault         | 2     |
| Renaud Ripart           | 2     |
| Mathieu Robail          | 1     |
| Jean-Alain Fanchone     | 1     |
| Aurélien Boche          | 1     |

Mis à jour le  après le match NO-AJA, le 24 mai 2013

## Aspects juridiques et économiques

### Structure juridique et organigramme
En 2012-2013, l'équipe professionnelle est gérée par la société anonyme sportive professionnelle (SASP) Nîmes Olympique. La SASP est liée par le biais d'une convention à l'association loi de 1901 Nîmes Olympique Association, structure qui regroupe le centre de formation et les équipes amateurs.

### Équipementiers et sponsors
La marque italienne Erreà est l'équipementier du Nîmes Olympique depuis la saison 2002-2003. Elle continue à fournir les maillots au club gardois lors de la saison 2012-2013. Erreà est le cinquième équipementier qu'a connu le Nîmes Olympique, après notamment Le coq sportif, le premier équipementier du NO entre 1969 et 1974, l'Allemand Adidas ou l'Anglais Umbro.
Les premiers sponsors apparaissent sur les maillots nîmois au début des années 1970, le Nîmes Olympique devenant ainsi le premier club français à arborer une publicité sur le maillot avec l'Olympique de Marseille. En 1970, la maison de couture Cacharel, créée par le nîmois Jean Bousquet, devient pionnière. En 1975, Zan, entreprise originaire du Gard, s'installe sur les maillots durant deux saisons. Zan cède sa place en 1977 à Kindy Chaussettes et ce pendant neuf ans. Ainsi Kindy est actuellement le sponsor le plus fidèle qu'a connu le Nîmes Olympique depuis sa création avec 9 ans d'apparition sur le maillot des Crocodiles.

## Affluence et couverture médiatique

### Affluence
107 587 personnes ont assisté aux 19 rencontres de championnat du Nîmes Olympique au Stade des Costières, l'affluence moyenne du club est de 5 641 spectateurs. Il s'agit de la dixième affluence du championnat, bien loin de celles du FC Nantes (18 571 spectateurs de moyenne), du Racing Club de Lens (16 179) ou du Stade Malherbe Caen (10 129). Le NO se classe quatorzième au niveau du taux de remplissage à domicile avec 30,5 % et le onzième à l'extérieur avec 33,9 %. Le record d'affluence de la saison à domicile est réalisé contre l'AS Monaco. 7 928 spectateurs assistent à la défaites des crocodiles sur le score de un but à zéro qui officialise la promotion de l'ASM en Ligue 1.
Affluence du Nîmes Olympique à domicile
- Plus faible affluence :
  - 4 320 spectateurs, contre Châteauroux le 11 décembre 2012 (en Ligue 2) ;
  - 1 500 spectateurs, contre Luzenac le 17 novembre 2012 (en Coupe de France) ;

### Couverture médiatique
À la radio, tous les matches de la saison sont diffusés en intégralité sur France Bleu Gard Lozère, commentés par Hervé Sallafranque.

## Autres équipes

### Équipe réserve
L’équipe réserve du Nîmes Olympique sert de tremplin vers le groupe professionnel pour les jeunes du centre de formation ainsi que de recours pour les joueurs de retour de blessure ou en manque de temps de jeu. Jean-François Pien dirige cette équipe pour la deuxième saison consécutive.
Pour la saison 2012-2013, elle évolue dans le groupe F (Sud-Ouest) du Championnat de France Amateur 2, soit le cinquième niveau de la hiérarchie du football en France.
| Rang                       | Équipe                    | Pts | J  | G | N  | P  | Bp | Bc | Diff |
| -------------------------- | ------------------------- | --- | -- | - | -- | -- | -- | -- | ---- |
| 6                          | Bergerac Périgord FC      | 62  | 26 | 9 | 9  | 8  | 25 | 23 | +2   |
| 7                          | Toulouse FC rés.          | 60  | 26 | 8 | 10 | 8  | 35 | 29 | +6   |
| 8                          | Saint-Alban Aucamville FC | 60  | 26 | 8 | 10 | 8  | 32 | 34 | -2   |
| 9                          | Montpellier HSC rés.      | 58  | 26 | 8 | 8  | 10 | 24 | 22 | +2   |
| 10                         | Nîmes Olympique rés.      | 58  | 26 | 8 | 8  | 10 | 28 | 32 | -4   |
| 11                         | FU Narbonne               | 57  | 26 | 6 | 13 | 7  | 39 | 37 | +2   |
| 12                         | AS Muret                  | 56  | 26 | 7 | 9  | 10 | 31 | 42 | -11  |
| 13                         | Auch Football P           | 50  | 26 | 6 | 6  | 14 | 34 | 50 | -16  |
| 14                         | US Lormont                | 45  | 26 | 4 | 7  | 15 | 25 | 58 | -33  |
| Relégation en DH 2013-2014 |                           |     |    |   |    |    |    |    |      |